# Маккласки, Джон (боксёр)
Джон Маккласки (англ. John McCluskey; 23 января 1944, Гамильтон — 17 июля 2015, там же) — шотландский боксёр наилегчайшей весовой категории, выступал за сборные Шотландии и Великобритании в середине 1960-х годов. Участник летних Олимпийских игр в Токио, бронзовый призёр чемпионата Европы, двукратный чемпион Любительской боксёрской ассоциации Англии. В период 1965—1975 годов боксировал на профессиональном уровне, владел титулами чемпиона Великобритании и чемпиона Содружества, четыре раза был претендентом на титул чемпиона Европейского боксёрского союза.

## Биография
Джон Маккласки родился 23 января 1944 года в Гамильтоне, Саут-Ланаркшир.

### Любительская карьера
Первого серьёзного успеха на взрослом международном уровне добился в 1963 году, когда попал в основной состав шотландской национальной сборной и принял участие в матчевой встрече против сборной Румынии. Год спустя в наилегчайшем весе стал чемпионом Любительской боксёрской ассоциации Англии и благодаря череде удачных выступлений удостоился права защищать честь Великобритании на летних Олимпийских играх 1964 года в Токио — первый поединок выиграл здесь по очкам, однако во втором на стадии 1/16 финала был нокаутирован советским боксёром Станиславом Сорокиным, который впоследствии стал бронзовым олимпийским призёром.
После токийской Олимпиады Маккласки ещё в течение некоторого времени оставался в основном составе боксёрской команды Шотландии и продолжал принимать участие в крупнейших международных турнирах. Так, в 1965 году он вновь стал чемпионом Англии в наилегчайшей весовой категории и побывал на чемпионате Европы в Берлине, откуда привёз награду бронзового достоинства — в полуфинале проиграл немцу Хансу Фрайштадту. Всего на любительском уровне провёл 95 поединков.

### Профессиональная карьера
В октябре 1965 года Джон Маккласки дебютировал на профессиональном ринге, своего первого соперника победил по очкам в шести раундах. В течение почти двух лет не знал поражений, одержал десять побед подряд, в том числе завоевал вакантный титул чемпиона Великобритании в наилегчайшем весе. Первое в профессиональной карьере поражение потерпел в мае 1967 года, по очкам от олимпийского чемпиона из Италии Фернандо Атцори. Далее выиграл три поединка подряд и в 1968 году получил шанс оспорить титул чемпиона Европейского боксёрского союза (ЕБС), который на тот момент принадлежал Атцори. Тем не менее, взять реванш у итальянца он не смог, проиграл нокаутом уже в четвёртом раунде.
В дальнейшем карьера Маккласки развивалась с попеременным успехом, он ещё трижды был претендентом на пояс ЕБС, но все три боя проиграл, в том числе в третий раз потерпел поражение от итальянца Фернандо Атцори. В 1970 году завоевал вакантный титул чемпиона Содружества в наилегчайшей весовой категории, в 1974 году вновь стал чемпионом Великобритании. Последний раз дрался на профессиональном уровне в декабре 1975 года, потерпев поражение техническим нокаутом от соотечественника Уэйна Эванса. Всего за десятилетнюю карьеру в профессиональном боксе провёл 38 боёв, из них 23 выиграл (в том числе 10 досрочно), 15 проиграл (6 досрочно).

### Поздние годы
Несмотря на завершение спортивной карьеры, Джон Маккласки продолжал заниматься спортом до шестидесятилетнего возраста, по два-три раза в неделю устраивал пробежки протяжённостью в пять миль. В течение многих лет работал детским тренером по боксу и плаванию в одном из спортивных залов Гамильтона. Был женат, имел двоих сыновей и дочь.
Умер 17 июля 2015 года после непродолжительной болезни.